# Aloe scorpioides
Aloe scorpioides är en grästrädsväxtart som beskrevs av Leslie Larry Charles Leach. Aloe scorpioides ingår i släktet Aloe och familjen grästrädsväxter. Inga underarter finns listade i Catalogue of Life.